# Universität von San Pedro Sula
Die Universität von San Pedro Sula (USAP) ist eine private Hochschule in San Pedro Sula, Honduras. Sie wurde am 15. November 1977 gegründet, initiiert von einer Gruppe herausragender Unternehmer, Fachleute und Kulturschaffender unter der Leitung von Jorge E. Jaar.  Sie nahm ihre akademischen Aktivitäten am 1. Dezember 1977 auf.

## Geschichte
Die USAP wurde von Jorge Emilio Jaar gegründet, um allen honduranischen Studierenden hochwertige Bildungsmöglichkeiten zu bieten. Sie steht unter  der Leitung von Ricardo J. Jaar.

## Studienangebote
Derzeit bietet sie mehr als 30 Studiengänge in verschiedenen Fachrichtungen an. Sie fördert lebenslanges Lernen und passt ihre Programme an den globalen Arbeitsmarkt an.

### Bachelorstudiengänge
- Architektur (MINT)
- Agrar-Betriebswirtschaft (MINT)
- Betriebswirtschaft
- Finanz- und Bankwesen
- Personalmanagement
- Unternehmensführung und Unternehmertum
- Handelsingenieurwesen (MINT)
- Kommunikations- und Werbewissenschaft
- Wirtschaftsingenieurwesen (MINT)
- Logistik- und Betriebsmanagement (MINT)
- Prozessmanagement (MINT)
- Industrie- und Systemtechnik (MINT)
- Elektroniktechnik (MINT)
- Rechtswissenschaft
- Grafikdesign (MINT)
- Digitale Animation und Design Engineering
- Marketing
- Marketing und digitales Design
- Marketing und digitale Medien
- Tourismusmanagement
- Datenanalyse und Business Intelligence (MINT)
- Informatiktechnik (MINT)
- Informations- und Kommunikationstechnologien (MINT)
- App-Entwicklung (MINT)
- Verwaltungsinformatik (MINT)
- IT-Management (MINT)
- E-Business (MINT)

### Technische Abschlüsse
- Produktionstechnologie
- Grafikdesign-Techniker
- Vertriebsmanagement-Techniker
- Tourismus-Techniker
- Big Data-Techniker (MINT)

### Masterstudiengänge
- Master in industriellem Management (MINT)
- Master im Zivilprozessrecht
- Master in Unternehmensmanagement
- Fachspezialisierung in Data Science und Analytics (MINT)

## Internationale Kooperationen
Seit 2024 wird USAP von der Arizona State University (ASU) und Cintana Education unterstützt.
Diese Verbindung erweitert die Programme durch internationale Lehrpläne, Gastdozenten und gemeinsame Forschung.

## Innovation und Nachhaltigkeit
Die USAP gilt als Vorreiterin für Nachhaltigkeit in Honduras. Der Campus produziert fast 50 % seines Stroms über Solaranlagen und beherbergt einen geschützten Wald, der über 390 Tonnen CO2 pro Jahr kompensiert.

## Führungsrolle in Elektromobilität
2024 startete USAP das erste akademische Diplom für Elektromobilität in Zusammenarbeit mit iMotors und Maxus.

## Medien und Bildungsinitiativen
Die USAP ist Heimat von CampusTV, dem ersten HD-Bildungskanal in Honduras, gegründet 2008.

## Soziale Wirkung und Auszeichnungen
2006 erhielt USAP den Preis *La Concordia* von GIZ/GTZ für ihre soziale Verantwortung. Sie ist Gründungsmitglied der honduranischen Stiftung für soziale Unternehmensverantwortung FUNDAHRSE. Sie erhielt das „Sello Verde“ der Stadtverwaltung San Pedro Sula.

## Leitung
- Exekutivpräsident: Ricardo J. Jaar
- Rektor: Senén E. Villanueva